# طاهره مجددی
طاهره مجددی (زاده ۱۳۴۳ ولسوالی حصه دوم کوهستان ولایت کاپیسا) سیاستمدار افغانستان و نماینده مردم ولایت کاپیسا در دوره شانزدهم مجلس نمایندگان است. وی در مجلس شانزدهم نمایندگان افغانستان عضو کمیسیون مصونیت، حقوق و امتیازات وکلا می‌باشد.

## زندگی‌نامه
طاهره مجددی زاده ۱۳۴۳ از ولسوالی حصه دوم کوهستان ولایت کاپیسا می‌باشد. ایشان تحصیلات متوسطه خود را در لیسه/دبیرستان اشترگام در سال ۱۳۵۴ و تحصیلات عالی خود را در دارالمعلمین کاپیسا در سال ۱۳۸۴ به پایان برد.

## دیگر فعالیت‌ها
دیگر فعالیت‌های او:
- کارمند ریاست معارف.
- عضو لویه جرگه قانون اساسی.
- معاونت اداری ریاست معارف کاپیسا.